# Kunstmuseum Luzern
Das Kunstmuseum Luzern wurde 1932 gegründet und gehört zu den bedeutendsten Kunstmuseen der Schweiz. Die Sammlung des Museums umfasst Werke von der Renaissance bis in die Gegenwart und legt einen Fokus auf Schweizer Kunst, Kunst der 1970er-Jahre wie auch auf die Dokumentation der Wechselausstellungen mit international beachteten Künstlerinnen und Künstlern. Die rechtliche Trägerin des Kunstmuseums Luzern ist die Kunstgesellschaft Luzern. Das Museum befindet sich im 4. Stock des Kultur- und Kongresszentrums Luzern KKL, der Eingang zum Museum ist auf der Seite des Luzerner Bahnhofs.

## Geschichte

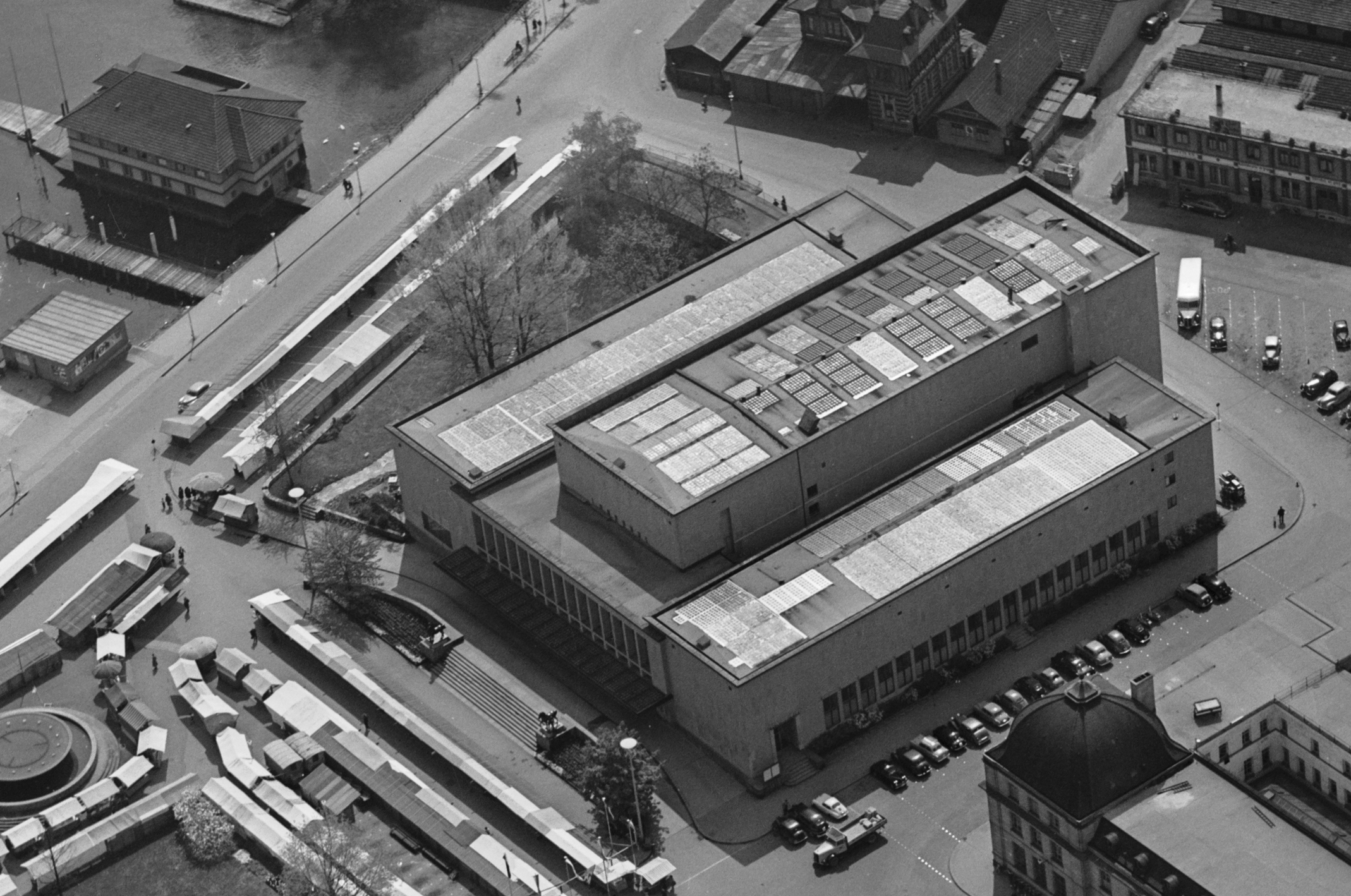
Luftfotografie des Meilibaus mit Kongresshaus und Kunstmuseum Luzern aus dem Jahr 1954

Die Kunstgesellschaft Luzern wird 1819 mit dem Ziel gegründet, ein Forum für Künstlerinnen und Künstlern sowie kunstinteressierten Bürgerinnen und Bürgern zu schaffen und diesen Räumlichkeiten für Ausstellungen zur Verfügung zu stellen.
1933 zieht das Kunstmuseum Luzern in das von Armin Meili (1892–1981) gebaute Kunst- und Kongresshaus ein, das in den 1970er-Jahren erweitert wird. 1991 wird der Meilibau abgerissen und ab 1996 an der gleichen Stelle das Kultur- und Kongresszentrum Luzern KKL des französischen Architekten Jean Nouvel errichtet, das ab 2001 auch das Kunstmuseum Luzern im 4. Stock beherbergt. Jean Nouvel schuf Ausstellungsräume, die flexibel in der Grösse sind und mit Tageslicht von oben beleuchtet werden. Sie erlauben Ausblicke auf den Vierwaldstättersee und den angrenzenden Bahnhofplatz.
2015 wurde das Café im Kunstmuseum eröffnet. Für die Gestaltung hat die Kunstgesellschaft Luzern den Luzerner Künstler Urs Lüthi beauftragt, der sämtliche Details vom Kissen über Theke und Tische bis zu den Vitrinen mit persönlichen Objekten bestimmt hat. Im Foyer wurde die Bronzeskulptur Selfportrait as an artist aus der Serie Art is the Better Life aufgestellt, die den Künstler beim Wischen mit einem Besen zeigt. Lüthi sieht darin eine Metapher für die Arbeit des Künstlers, der «räumt, putzt, ordnet und versucht, im Chaos der Welt immer wieder von neuem Struktur, Sinn, Ordnung und Schönheit zu finden.»
Seit 2019 unterstützt die Stiftung für das Kunstmuseum Luzern die Institution bei der Finanzierung bedeutender Ausstellungsprojekte.
Seit dem 1. Oktober 2011 ist Fanni Fetzer Direktorin des Kunstmuseums Luzern.

## Direktorinnen und Direktoren
- Paul Hilber, 1925–1949
- Anton Müller, 1949–1952
- Adolf Reinle, 1952–1959
- Peter F. Althaus, 1959–1968
- Jean-Christophe Ammann, 1968–1977
- Martin Kunz, 1977–1989
- Martin Schwander, 1989–1998
- Ulrich Loock, 1998–2001
- Peter Fischer, 2001–2011
- Fanni Fetzer, seit 1. Oktober 2011

## Sammlung
Die Sammlung des Kunstmuseums Luzern versteht sich als «kulturelles Archiv der Region Zentralschweiz» und beherbergt mehrere tausend Objekte von der Renaissance bis zur Gegenwart. Sie ist auf der Liste der Kulturgüter in Luzern als national bedeutend aufgeführt. Das Sammlungskonzept sieht die Dokumentation des Zentralschweizer Kunstschaffens von überregionaler Bedeutung sowie der internationalen Ausstellungstätigkeit des Museums vor. Dabei bestehen vier Schwerpunkte: Kunst der 1970er-Jahre, Kunst aus der Zentralschweiz von überregionaler Bedeutung, Kunst aus aktuellen Ausstellungen des Kunstmuseums Luzern und historische Werke, die im Zusammenhang mit der Institution und der Zentralschweiz stehen. Weitere Schwerpunkte bilden die Schenkung Dr. Walter und Alice Minnich von 1937 sowie Erwerbungen dank des Legats der BEST Art Collection Luzern, vormals Bernhard Eglin-Stiftung.
Die Sammlung wird jeweils in der jährlich wechselnden Sammlungsausstellung neu präsentiert und ist nicht permanent ausgestellt. Über den Online-Katalog ist ein Grossteil der Bestände einsehbar.
In der Sammlung des Kunstmuseums Luzern befinden sich bedeutende Arbeiten und Werkgruppen von Albert Anker, Cuno Amiet, John M Armleder, Stefan Banz, Marion Baruch, Franz Karl Basler-Bopp, Sabian Baumann, Louis Béroud, Joseph Beuys, Berlinde de Bruyckere, Heidi Bucher, Michael Buthe, Alexandre Calame, Claudia Comte, Lovis Corinth, Matthew Day Jackson, Hanne Darboven, Hans Emmenegger, Franz Erhard Walther, Hans Erni, Valérie Favre, Johann Heinrich Füssli, Gotthard Graubner, Josef Herzog, Ferdinand Hodler, Rudolf Koller, Urs Lüthi, Sharon Lockhart, Gordon Matta Clark, Peter Maier, Annemarie von Matt, Ana Mendieta, Max von Moos, Meret Oppenheim, Giuseppe Penone, Laure Prouvost, Kateřina Šedá, Ugo Rondinone, Sonja Sekula, Christine Streuli, Vivian Suter, Paul Thek, Josephine Troller, J.M.W. Turner, Rinus Van de Velde, Félix Vallotton, Aldo Walker, Robert Zünd, Eva Zwimpfer.

## Werke aus der Sammlung

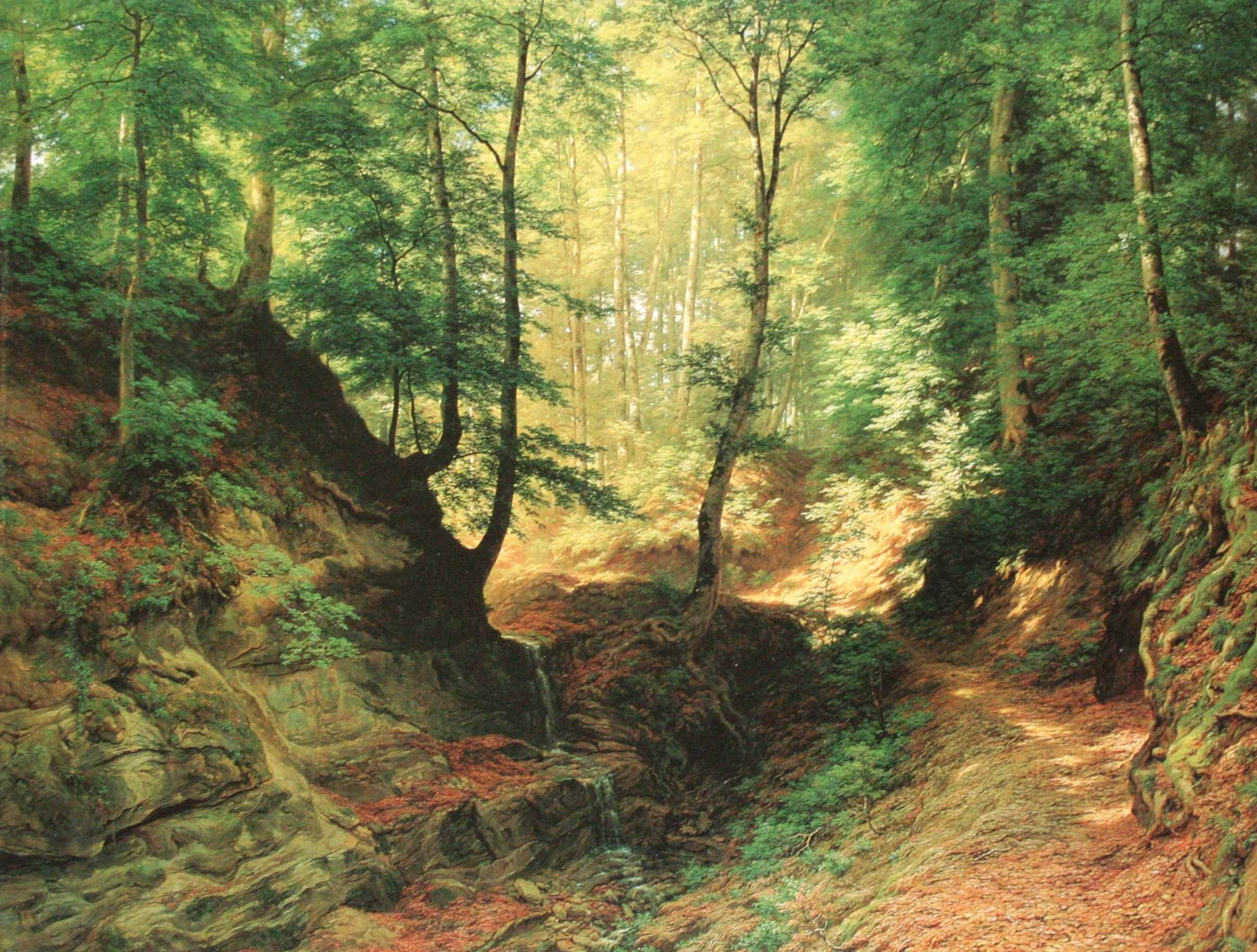
Robert Zünd, Buchenwald, 1886/87, Öl auf Leinwand, 154.3 × 193.5, Kunstmuseum Luzern, Depositum der Stiftung BEST Art Collection Luzern, vormals Bernhard Eglin-Stiftung
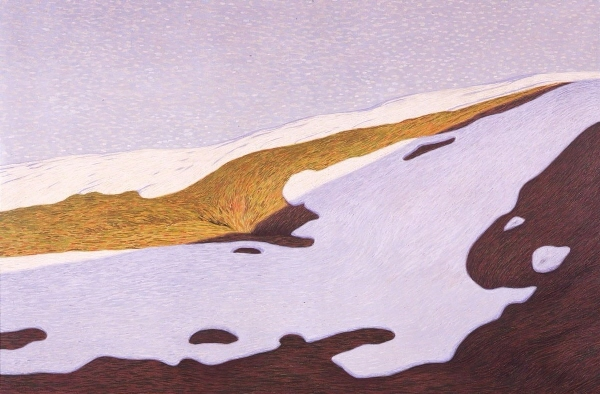
Hans Emmenegger, Schneeschmelze, 1908/09, Öl auf Leinwand, 117.6 × 169.6, Kunstmuseum Luzern, Depositum der Stadt Luzern
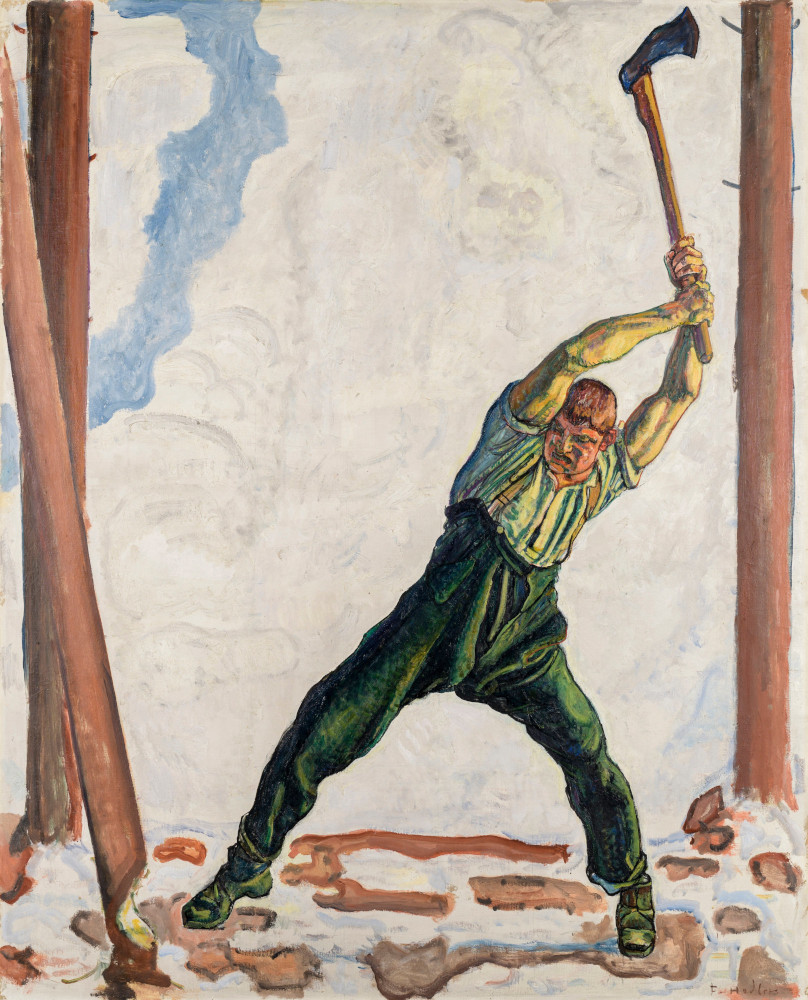
Ferdinand Hodler, Der Holzfäller, um 1910, Öl auf Leinwand, 130 × 105 cm, CR 1431, Kunstmuseum Luzern, Depositum der Stiftung BEST Art Collection Luzern, vormals Bernhard Eglin-Stiftung
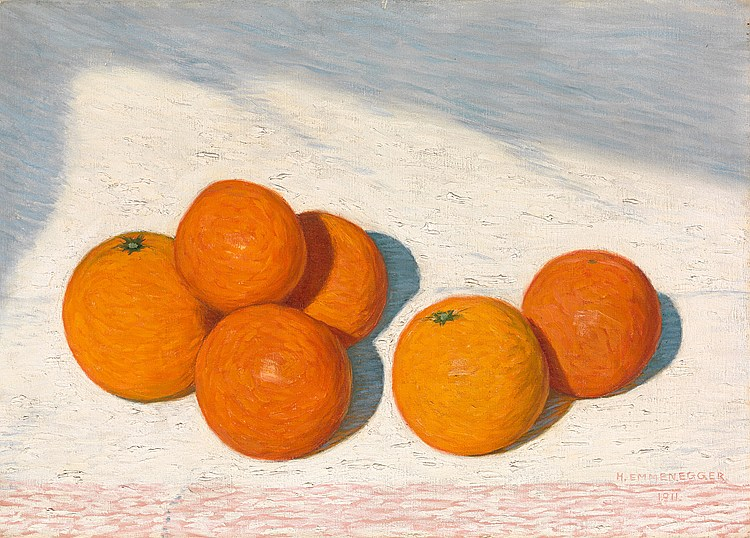
Hans Emmenegger, Orangen, 1911, Öl auf Leinwand, 33 × 46,4 cm, Kunstmuseum Luzern
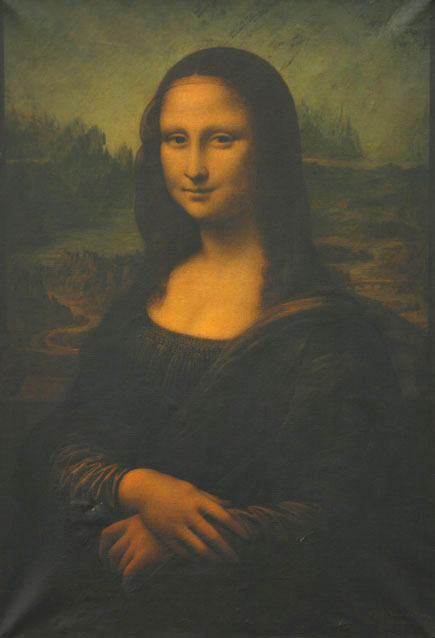
Louis Béroud, La Joconde d'après Léonard de Vinci, 1911, Öl auf Leinwand, Kunstmuseum Luzern
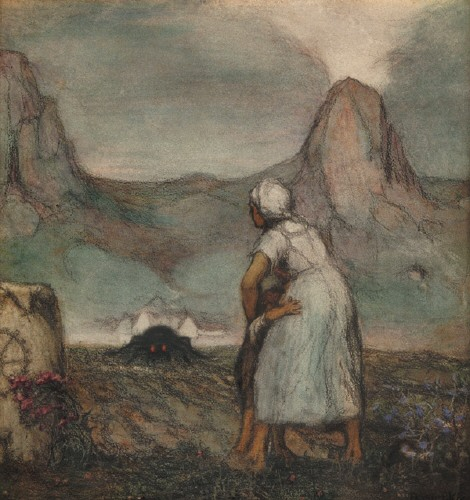
Franz Karl Basler-Bopp, Die schwarze Spinne, ohne Jahr, Kreide auf Papier, 54.5 × 51 cm, Kunstmuseum Luzern
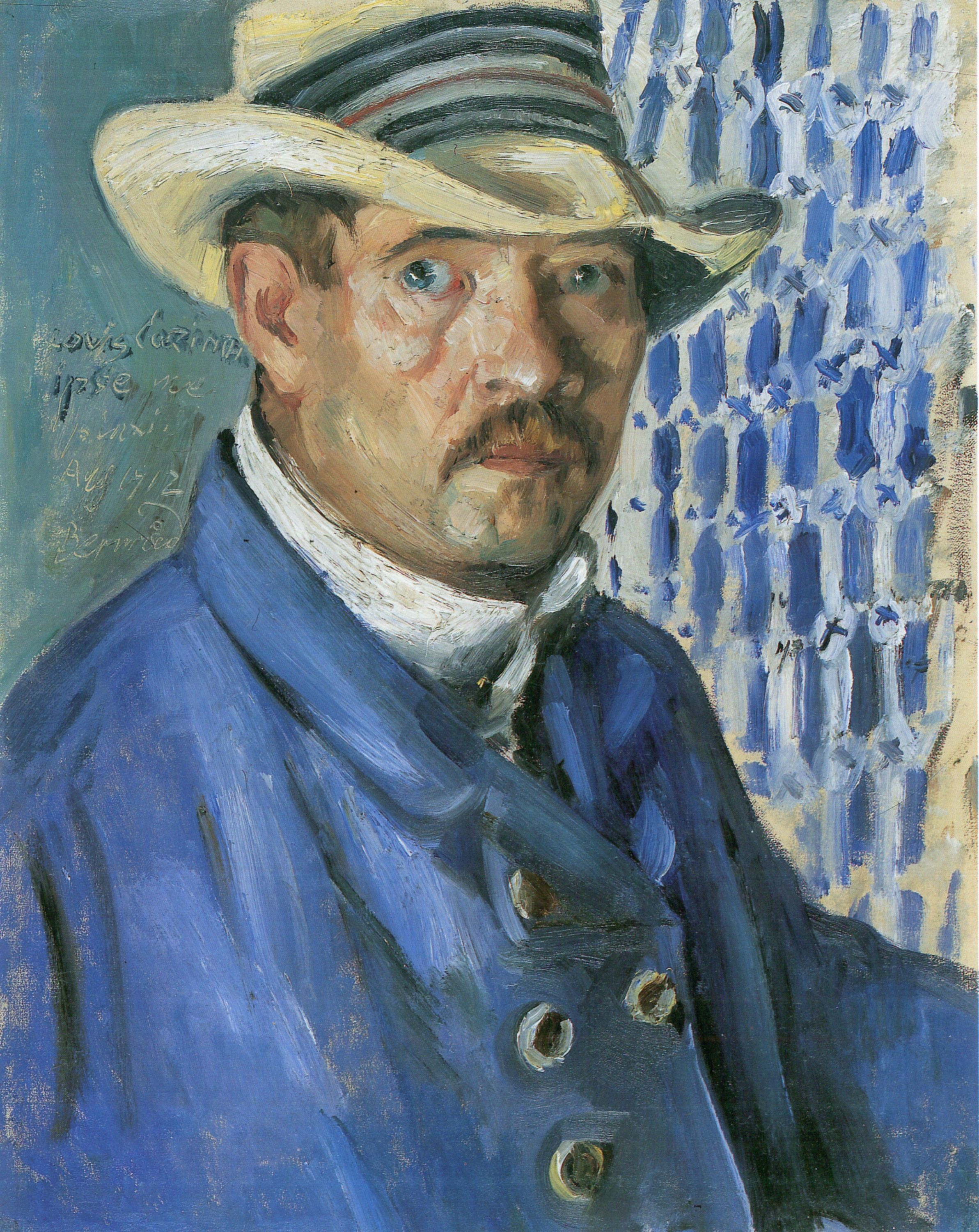
Lovis Corinth, Selbstporträt mit Panamahut, 1912, Öl auf Leinwand, 66,3 × 52,2 cm, Kunstmuseum Luzern
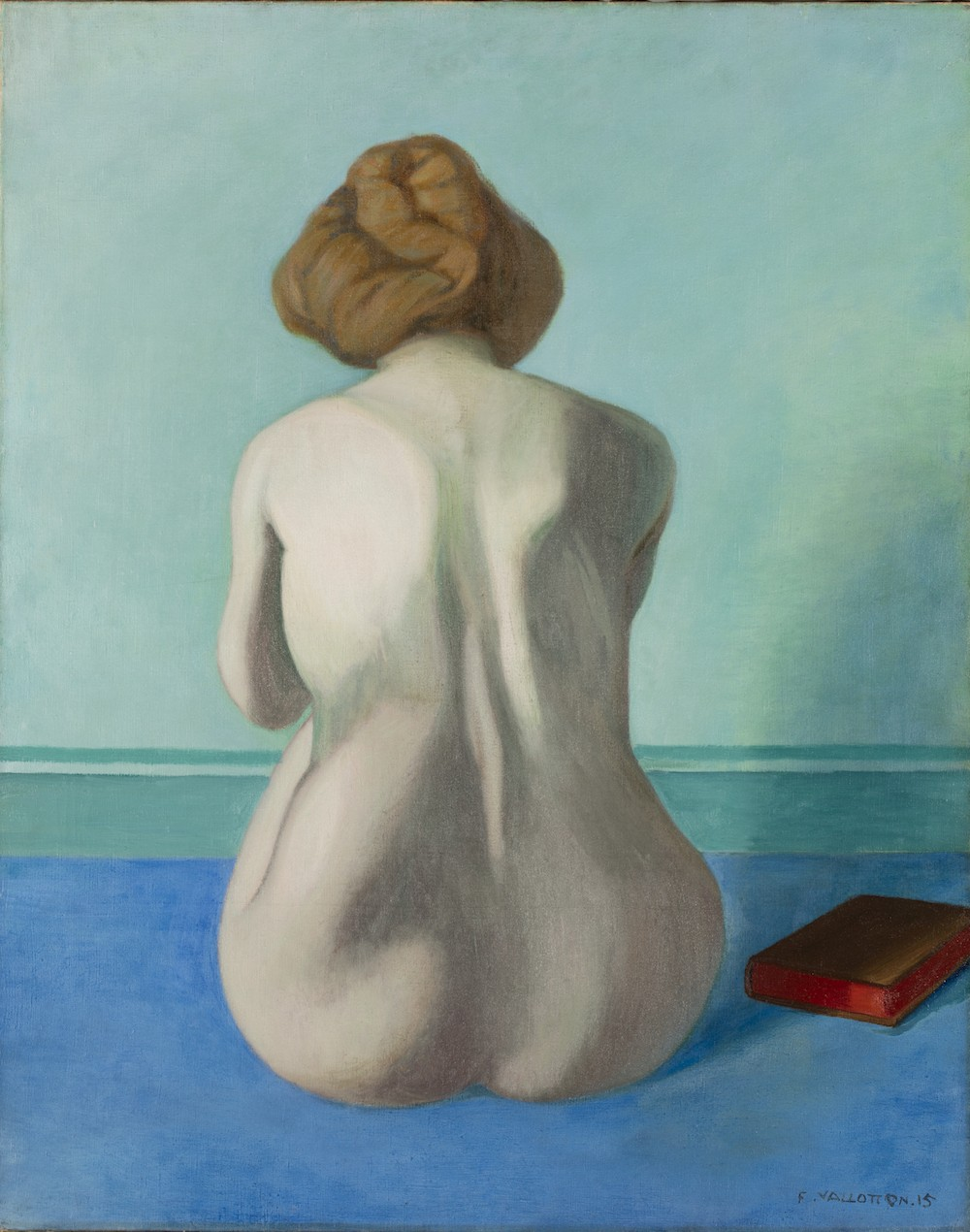
Félix Vallotton, Femme assise de dos, 1915, Öl auf Leinwand, 92 × 73 cm, Kunstmuseum Luzern, Schenkung Christof und Ursula Engelhorn, Art Mentor Foundation Lucerne

## Ausstellungen
Das Kunstmuseum Luzern zeigt pro Jahr fünf bis acht Wechselausstellungen mit internationalen und Schweizer Positionen von überregionaler Bedeutung und erreicht damit ein Publikum von 30'000 bis 50'000 Personen.
Mit These, Antithese, Synthese zeigte das Kunstmuseum Luzern 1935 seine erste Ausstellung mit internationaler Ausstrahlung. Beteiligt waren Künstlerinnen und Künstler wie Pablo Picasso, Georges Braque, Wassily Kandinsky, Piet Mondrian, Juan Gris, Jean Arp und Sophie Taeuber-Arp sowie weitere Mitglieder der Gruppe Abstraction-Création. In den 1970er-Jahren wurden unter der Leitung von Jean-Christophe Ammann mit Düsseldorfer Szene und Visualisierte Denkprozesse bedeutende Ausstellungen im Bereich der Konzeptkunst gezeigt.
Eine der bisher erfolgreichsten Ausstellungen war dem britischen Maler und Aquarellisten der Romantik J.W.M. Turner gewidmet. Turner besuchte die Schweiz und Luzern in der ersten Hälfte des 19. Jahrhunderts mehrfach und schuf zahlreiche spektakuläre Landschaftsansichten und Stimmungsbilder. Die Ausstellung Turner. Das Meer und die Alpen im Jahr 2019 verzeichnete über 80'000 Eintritte.
Die Retrospektive David Hockney. Moving Focus im Jahr 2022 im Kunstmuseum Luzern war die erste umfassende Ausstellung des Künstlers David Hockney in der Schweiz. Die Ausstellung präsentierte seine Arbeiten von 1954 bis 2018 und gab einen umfangreichen Überblick über das experimentelle Frühwerk, die berühmten Poolbilder und Doppelporträts, fotografische Arbeiten und jüngere Landschaftsdarstellungen in Acryl und als digitale Animation. Die Ausstellung entstand in Kooperation mit der Tate, London.
Auch die Ausstellung Ugo Rondinone. Cry Me a River  im Jahr 2024 war ein Publikumsmagnet. Trotz seiner internationalen Karriere ist der in Brunnen aufgewachsene Künstler Ugo Rondinone der Zentralschweiz stark verbunden. Die Schönheit der Landschaft und die Kraft der Natur materialisierte er in Form von Installationen in den Ausstellungsräumen des Kunstmuseums Luzern.
2025 rekonstruiert das Kunstmuseum die historische Ausstellung These, Antithese, Synthese von 1935. Unter dem Titel Kandinsky, Picasso, Miró et al. zurück in Luzern werden Werke präsentiert, die damals bereits zu sehen waren. Über fünf Jahre sind die knapp hundert Werke der originalen Ausstellung von 1935 recherchiert worden. Die Rekonstruktion berichtet zudem über Luzern im Kontext der 1930er-Jahre: Aufsteigende Moderne, Ressentiments gegen Avantgarde, Faschismus und Kommunismus sind der historische Kontext der Ausstellung These, Antithese, Synthese von 1935. Kandinsky, Picasso, Miró et al. zurück in Luzern vermittelt die geistigen, politischen und kulturellen Umbrüche der Zwischenkriegsjahre.
Im Winter findet jeweils die jurierte Jahresausstellung zentral! statt, die bis 2019 Jahresausstellung Zentralschweizer Kunstschaffen hiess. In ihrem Rahmen werden der Jurypreis / Preis der Zentralschweizer Kantone sowie der Ausstellungspreis der Kunstgesellschaft Luzern vergeben. Die Gewinnerin oder der Gewinner des Ausstellungspreises richtet im darauffolgenden Jahr die Ausstellung Solo, vormals Kabinettausstellung, ein.

## Filme
- Kunstmuseum Luzern und Kunstgesellschaft / Vivian Suter. In: arttv.ch, veröffentlicht am 9. November 2021.[10]
- Kulturplatz extra: Allein im Museum – Mit Kurt Aeschbacher im Kunstmuseum Luzern. In: SRF Kulturplatz. veröffentlicht am 10. Mai 2020.[11]
- Kunstmuseum Luzern / Rinus Van de Velde / I’d rather stay at home, .... In: arttv.ch, veröffentlicht am 19. Februar 2020.[12]

### Zur Sammlung
- Stelldichein. Mit Texten von Peter F. Althaus, Alexandra Blättler, Laura Breitschmid, Jana Bruggmann, Gabriela Christen, Cornelia Dietschi, Fanni Fetzer, Peter Fischer, Lena Friedli, Martin Kunz, Daniel Kurjakovic, Roman Kurzmeyer, Ulrich Loock, M. Meier, Susanne Neubauer, Niklaus Oberholzer, Markus Schwander, Heinz Stahlhut, Eveline Suter, Beat Wismer, hrsg. von Kunstmuseum Luzern, Edizioni Periferia, 2019, ISBN 978-3-906016-93-1.
- Karneval der Tiere: Aus der Sammlung des Kunstmuseums Luzern. Mit Texten von Fanni Fetzer, Hilal Sezgin und Heinz Stahlhut, hrsg. von Kunstmuseum Luzern, Snoeck, 2018, ISBN 978-3-86442-237-9.
- Alltag. Von früh bis spät: Bilder aus der Sammlung des Kunstmuseums Luzern. Mit Texten von Fanni Fetzer, Lena Friedli und Heinz Stahlhut, hrsg. von Kunstmuseum Luzern, Snoeck, 2017, ISBN 978-3-86442-195-2.
- Tutti Frutti Molto Bene. MIchael Buthe–Toni Gerber: Briefe zur Schenkung Toni Geber im Kunstmuseum Luzern. Hrsg. von Kunstmuseum Luzern, Maniac Press, 2013, ISBN 978-3-9523949-8-4.
- Peter Fischer: Verschwimmende Grenzen: Sammeln und Ausstellen im Kunstmuseum Luzern, in: Die Praxis der Ausstellung: Über museale Konzepte auf Zeit und auf Dauer. Hrsg. von Tobias G. Natter, Michael Fehr, Bettina Habsburg-Lothringen. Transcript Verlag, 2012, ISBN 978-3-8376-1862-4, S. 57–72.
- Modell für ein Museum: die Sammlungsausstellungen des Kunstmuseums Luzern, 2005–2010. Mit Texten von Peter Fischer, Christoph Lichtin und Marc Munter, hrsg. von Kunstmuseum Luzern. Kehrer Verlag, 2010, ISBN 978-3-86828-132-3.
- Der Sammler Walter Minnich und das Kunstmuseum Luzern: Pechstein, Melzer, Soutine, Terechkovitch. Mit Texten von Cornelia Ackermann, Regine Fluor-Bürgi, Isabel Fluri, Isabel Greschat, Annamira Jochim, Chonja Lee, Christoph Lichtin, Martina Papiro, Melanie Rui, Barbara von Flije, Janine Moroni, hrsg. von Kunstmuseum Luzern. Kehrer Verlag, 2006, ISBN 3-939583-05-7.

### Ausstellungskataloge (Auswahl)
- Chez Walti 2000–2022, Edition Patrick Frey, Zürich 2023, ISBN 978-3-907236-63-5
- David Hockney. Moving Focus. Mit Texten von Catherine Cusset, Rineke Dijkstra, Fanni Fetzer, Frank Gehry, Jann Haworth, David Hockney, Allen Jones, Owen Jones, Helen Little, David Oxtoby, Eddie Peake, Andrew McMillan, Richard Morphet, Walter Pfeiffer, Christina Quarles, Bruno Ravella, Marieke Lucas Rijneveld, Ed Ruscha, Gregory Salter, Yinka Shonibare, Wayne Sleep, Ali Smith, Christine Streuli, Russell Tovey, hrsg. von Kunstmuseum Luzern. Hatje Cantz, 2021, ISBN 978-3-7757-5121-6.
- Vivian Suter: Bonzo, Tintin & Nina. Mit Texten von Fanni Fetzer, César García-Alvarez, Roman Kurzmeyer, Anne Pontégnie und Adam Szymczyk, e/d, hrsg. von Kunstmuseum Luzern, Hatje Cantz, 2021, N° 94 im Programm der Binding Sélection d’Artistes, ISBN 978-3-7757-5193-3.
- Hodlers Holzfäller. Die Schweizer Erfolgsserie. Mit Texten von Monika Brunner, Eveline Suter und Beni Muhl, hrsg. von Kunstmuseum Luzern. NZZ Libro, 2021, ISBN 978-3-907291-62-7.

- Marion Baruch. Mit Texten von Fanni Fetzer und Noah Stolz, hrsg. von Kunstmuseum Luzern. Mousse Publishing, 2020, ISBN 978-88-6749-406-4.
- Turner. Das Meer und die Alpen. Mit Texten von David Blayney Brown, Laura Breitschmid, Fanni Fetzer, Cees Nooteboom, Eveline Suter und Beat Wismer, hrsg. von Kunstmuseum Luzern. Hirmer, 2019, ISBN 978-3-7774-3267-0.
- J.M.W. Turner: Luzerner Skizzenbuch. Mit Texten von David Blayney Brown und Fanni Fetzer, hrsg. von Kunstmuseum Luzern. Hirmer, 2019, ISBN 978-3-7774-3282-3.
- Claudia Comte. Mit Texten von Fanni Fetzer, Chus Martínez, Matthieu Poirier und Neville Wakefield, hrsg. von Kunstmuseum Luzern, JRP Ringier, 2017, ISBN 978-3-03764-491-1.
- Laure Prouvost: HIt, Flash, Back. Mit Texten von Nick Aikens, Fanni Fetzer, Bettina Schmitt, Laure Prouvost, Anna Goetz und Barbara Stevini, hrsg. von MMK Museum für Moderne Kunst und Kunstmuseum Luzern, Mousse Publishing, 2016, ISBN 978-88-6749-233-6.
- Sonja Sekula & Friends. Mit Texten von Fanni Fetzer, Griselda Pollock und Dominik Müller, hrsg. von Kunstmuseum Luzern. Scheidegger & Spiess, 2016, ISBN 978-3-85881-512-5.
- Urs Lüthi – Das Foyer im Kunstmuseum Luzern. Mit Texten von Urs Lüthi, hrsg. von Kunstmuseum Luzern. Edizioni Periferia, 2015, ISBN 978-3-906016-59-7.
- Emmenegger. Mit Texten von Patricia Bieder, Monika Brunner, Fanni Fetzer, Christian Klemm, Dominik Müller, Heinz Stahlhut und Peter Suter, hrsg. von Kunstmuseum Luzern, Snoeck, 2014, ISBN 978-3-86442-089-4.
- Josephine Troller (1908–2004). Mit Texten von Isabel Fluri, Christoph Lichtin und Max Wechsler, hrsg. von Kunstmuseum Luzern, Edizioni Periferia, 2007, ISBN 978-3-907474-36-5.
- Robert Zünd. Mit Texten von Cornelia Dietschi, Peter Fischer und Susanne Neubauer, hrsg. von Kunstmuseum Luzern, Benteli Verlag, ISBN 3-7165-1359-8.
- Andy Warhol: Paintings 1960–1986. Mit Texten von Jean Baudrillard, Mark Francis, Michael Lüthy, Jeff Wall, hrsg. von Kunstmuseum Luzern, Gerd Hatje, 1995, ISBN 3-7757-0570-8.
- Joseph Beuys: Spuren in Italien. Mit Texten von Marianne Eigenheer und Martin Kunz, hrsg. von Kunstmuseum Luzern. 1979, ISBN 3-267-00002-5.
- Hanne Darboven. Atta Troll von Heinrich Heine in Zahlenworte (abgezählte Worte) wieder neu aufgeschrieben. Mit Texten von Jean-Christophe Ammann, hrsg. von Kunstmuseum Luzern, 1975.
- Paul Thek: Ark Pyramid Easter. Mit Texten von Jean-Christophe Ammann, hrsg. von Kunstmuseum Luzern, 1973.
- Visualisierte Denkprozesse: Balz Burkhard, Gianfreddo Camesi, Luciano Castelli, H. Huber, Herbert Lienhard, Urs Lüthi, Dieter Meier, Gérald Minkoff, Markus Raetz, P.B. Stähli, Aldo Walker. Mit Texten von Jean Christophe Ammann, hrsg. von Kunstmuseum Luzern. 1970.
- Düsseldorfer Szene. Hrsg. von Kunstmuseum Luzern, 1969.
- These, Antithese, Synthese: Arp, Braque, Calder, Chirico, Derain, Erni, Ernst, Fernandez, Giacometti, Gonzalez, Gris, Hélion, Kandinsky, Klee, Léger, Miró, Mondrian, Nicholson, Paalen, Ozenfant, Picasso, Täuber-Arp. hrsg. von Kunstmuseum Luzern. 1935.